# سيس هاست
سيس هاست (بالهولندية: Cees Haast)‏ ولد بتاريخ 19 نوفمبر 1938 وتوفي يوم 18 يناير 2019، هو دراج هولندي سابق.

## روابط خارجية
- سيس هاست على موقع أرشيف الدراجات (الإنجليزية)
- سيس هاست على موقع إحصائيات الدراجات الإحترافية (الإنجليزية)